# Thomas Furly Forster
Thomas Furly Forster, född 1761, död 1825, var en engelsk botaniker, äldste son till Edward Forster d ä.
Bodde i Lower Clapton, ett område i London, 1796–1823. Flyttade efter moderns död 1823 till Walthamstow, också det ett londonområde.
Tidigt ledamot av Linnean Society of London och senare av många vetenskapliga sällskap.

## Familj
1788 gifte han sig med Susanna, dotter till Thomas William of West Ham.
2 söner, varav den ene blev den aktade astronomen och naturvetenskaparen Thomas Ignatius Maria Forster, och 3 döttrar.

## Publikationer
- Under åren 1775–1782 producerade han många teckningar av växter.
- Tillägg till Warner: Plantæ Woodfordiensis, 1784
- Flora Tonbrigeiensis, 216 sidor, 1818
- Mer än 1 000 teckningar av kyrkor och andra kulturbyggnader

Auktorsnamnet T.F.Forst. kan användas för Thomas Furly Forster i samband med ett vetenskapligt namn inom botaniken; se Wikipediaartiklar som länkar till auktorsnamnet.